# Sebedín-Bečov
Sebedín-Bečov és un poble i municipi d'Eslovàquia que es troba a la regió de Banská Bystrica.

## Història
La primera menció escrita de la vila es remunta al 1351.

## Demografia
| Godina             | 1994 | 2004    | 2014   | 2024   |
| ------------------ | ---- | ------- | ------ | ------ |
| Nombre de persones | 324  | 397     | 369    | 360    |
| Diferència         |      | +22,53% | −7,05% | −2,43% |

| Godina             | 2023 | 2024   |
| ------------------ | ---- | ------ |
| Nombre de persones | 354  | 360    |
| Diferència         |      | +1,69% |